# Debdou
Debdou è una città del Marocco, nella provincia di Taourirt, nella Regione Orientale.
I Banu Urtajjen, una famiglia berbera imparentata con la dinastia marocchina dei Wattasidi, ebbero il proprio principato semi-indipendente dal 1430 al 1563.

## Centro ebraico
Debdou è stato un importante centro ebraico del Marocco. La città è stata abitata da molti ebrei sefarditi di Siviglia, che vi si rifugiarono in seguito all'ondata di rivolte anti-ebraiche scoppiate nel Regno di Castiglia nel 1391. Tra la fine del XIX e l'inizio del XX secolo la città divenne per breve tempo famosa come centro di cultura ebraica, esportando rabbini a molte città del Marocco.
Verso la fine del XIX secolo la popolazione della città è stata stimata attorno ai 2.000 abitanti, la maggior parte dei quali ebrei. All'inizio del XX secolo il numero di ebrei era stimato in 1.600 individui, che formavano circa un terzo della popolazione. Dopo l'istituzione del protettorato francese la maggior parte della popolazione ebraica a poco a poco iniziò ad emigrare nelle città vicine.

## Galleria d'immagini

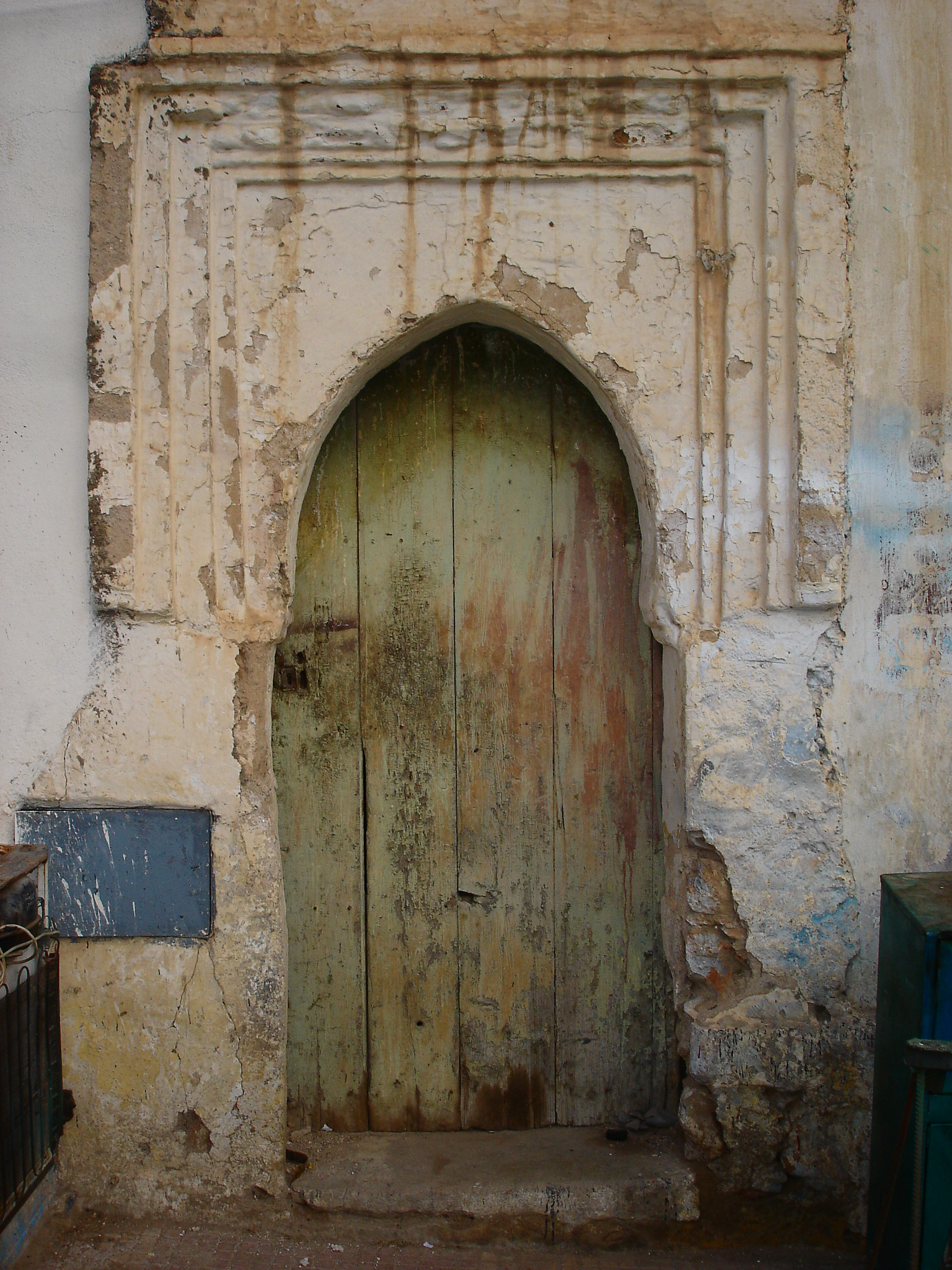
Antica casa ebraica.
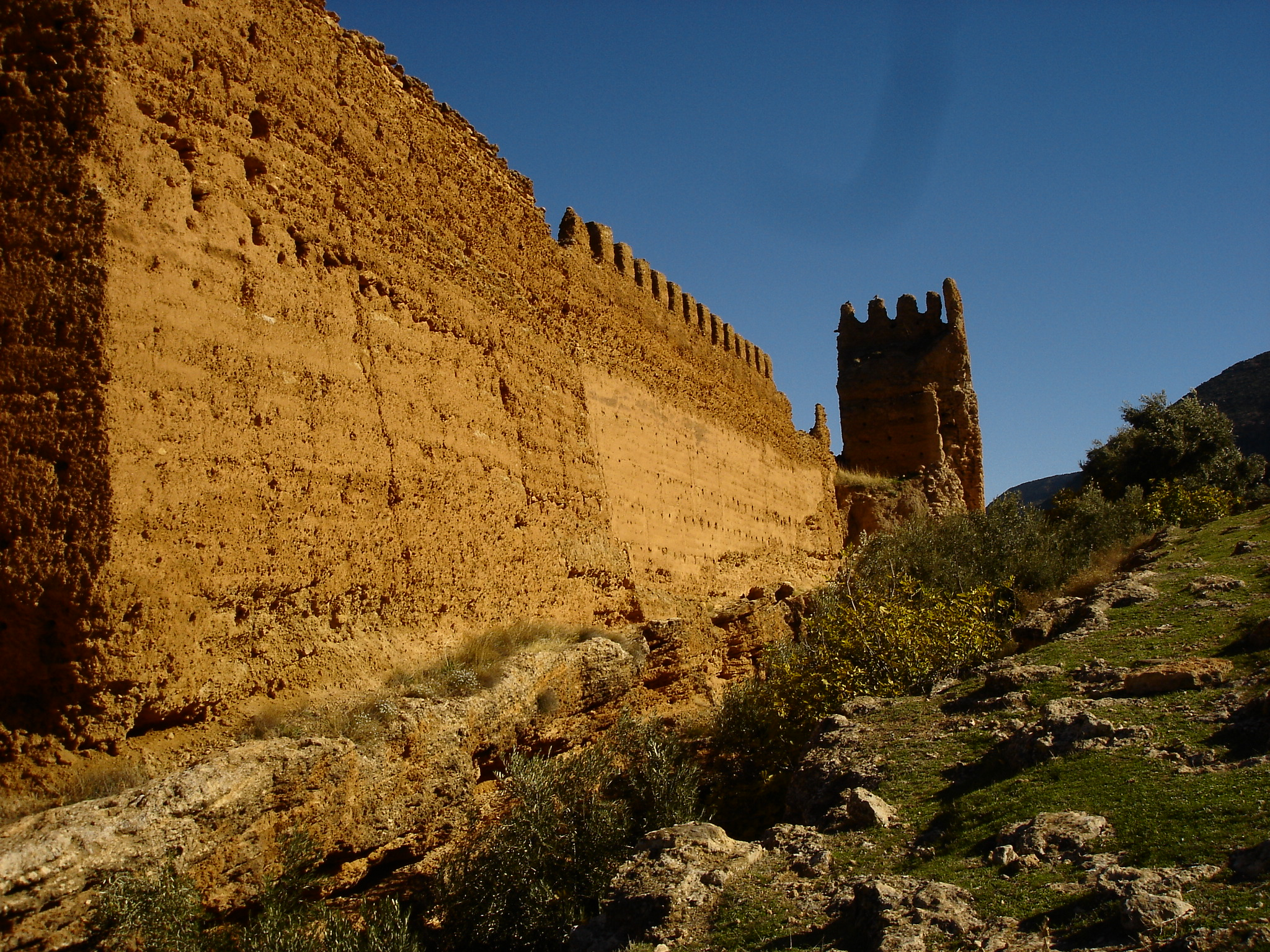
Rovine della casba merinide.
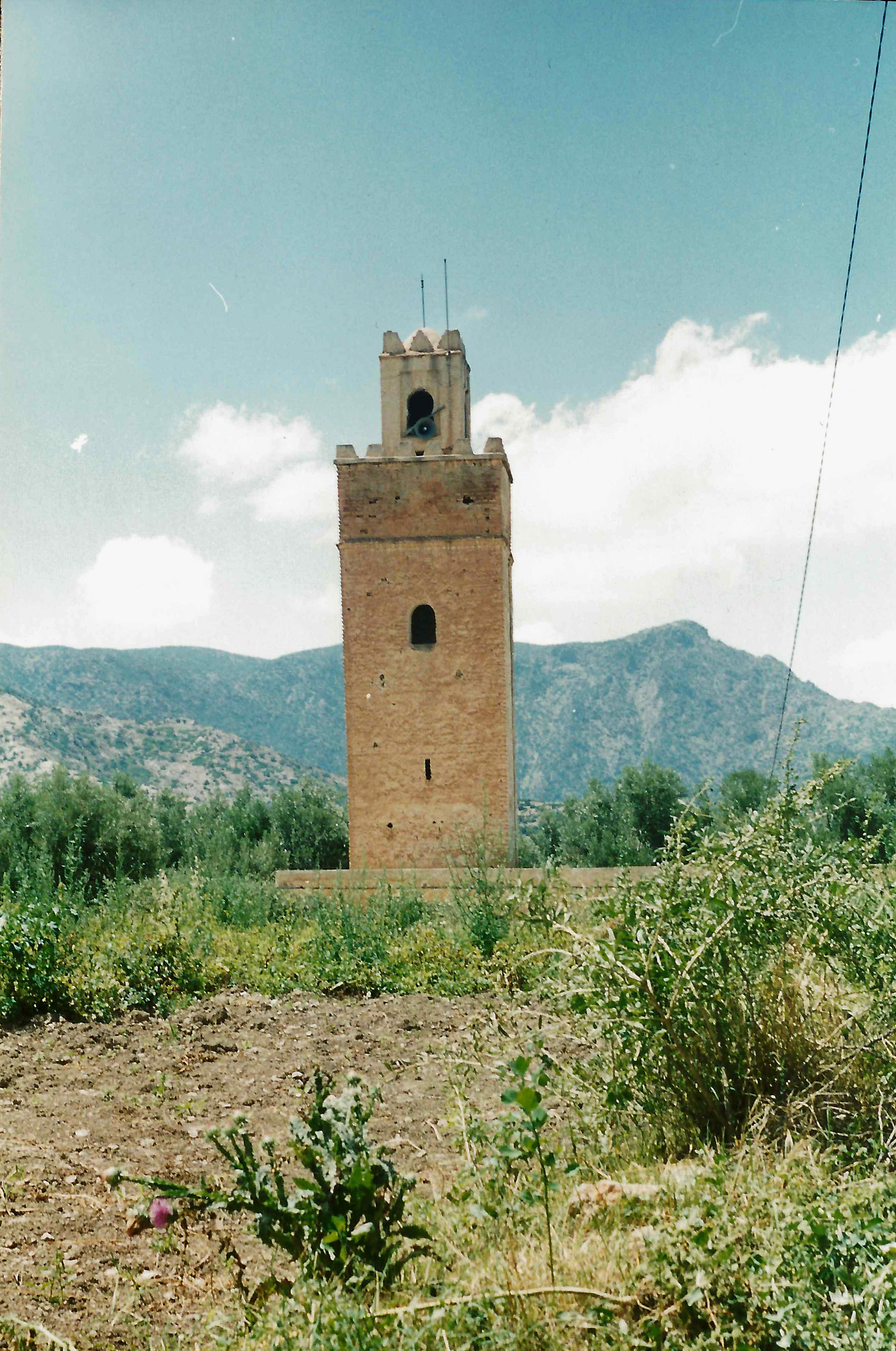
Minareto di un'antica moschea nella casba merinide.